# Alien Tornado
Alien Tornado ist ein US-amerikanischer Science-Fiction-Film aus dem Jahr 2012. Der Fernsehfilm wurde von Regisseur Jeff Burr inszeniert.

## Handlung
Der verwitwete Judd Walker lebt mit seiner Tochter Kelly auf seiner Farm in der Nähe Chicagos. Eines Tages wütet ein Tornado im Ort, der von sonderbar leuchtenden Blitzen begleitet wird. Doch nicht nur dort taucht dieses eigenartige Phänomen auf, sondern eine Vielzahl dieser Tornados wird gesichtet, wie Sturmforscherin Gail Curtis aus 132 E-Mails erfährt.
Gail nimmt Kontakt zu Denise Gordon auf, einer begeisterten Leserin ihres Blogs. Als erneut einer der außergewöhnlichen Tornados auftritt, machen sich Gail und Denise auf dessen Jagd. Derweil wird Judd, der Kelly abholt, von einem schwarzen Regierungsfahrzeug auf dem Weg Richtung Tornado von der Straße gedrängt. Der Sturm konzentriert sich auf das Elektrizitätswerk, bei dem alle Personen zusammentreffen. Es stellt sich heraus, dass die Insassen des Regierungsfahrzeugs Agenten der Nationalen Sicherheit um Federal Agent Armstrong sind und sich fremde Ermittlungen verbitten. Anscheinend konzentrieren sich die Tornados immer auf öffentliche Einrichtungen.
Gemeinsam mit Sheriff Norm Mackey forschen die vier trotzdem nach. Kelly, ebenfalls großer Fan von Gail, spielt ihr ein unbekanntes Funksignal vor, das sie während des letzten Tornados aufgenommen hat. Nach starkem anfänglichem Misstrauen gegenüber Gail nähert Judd sich der attraktiven Frau langsam an und unterstützt sie. Ein erneuter Tornado, bei dem offensichtlich auch starke elektromagnetische Begleiterscheinungen auftreten, fordert Denises Leben. Gail übermittelt das Funksignal an den befreundeten Code-Spezialisten Barney, um mehr herauszufinden. Nachdem er mitteilt, dass dasselbe Funksignal bereits 1977 innerhalb des SETI-Programms aus dem All empfangen wurde und die Tornados nun gezielt Ortschaften dem Boden gleichmachen, liegt es auf der Hand, dass alles einen außerirdischen Ursprung hat.
In einer Fernsehanstalt in Chicago wollen sie nun ein Funksignal senden, worauf die Tornados reagieren und somit den Stürmen ein Ende bereiten. Agent Armstrong erzählt ihnen, dass es sich um eine außerirdische Lebensform ohne Körper, also aus reiner Energie bestehend, handelt. Kelly kann die Struktur des Signals entschlüsseln und daher eines erstellen, das die Stürme stoppt. In dramatischen Momenten, in denen unzählige Tornados Chicago zerstören, lässt Kellys Signal die Stürme augenblicklich verschwinden.
Kelly bekommt wenig später ein Stipendium einer Universität in Malaysia, und Judd und Gail werden ein Paar.

## Kritiken
„Konventioneller Direct-to-Video-Computersturm mit etwas mehr extraterrestrischer Beteiligung als sonst, von der aber zumeist eher die Rede als viel zu sehen wäre. Über weite Strecken folgt der Zuschauer üblichen Katastrophenfilmsträngen wie etwa Kompetenzgerangeln zwischen Militär und Wissenschaft, sowie einem breiten Raum einnehmenden Vater-Tochter-Konflikt. Die B-Movie-Veteranen Jeff Fahey und Kari Wuhrer sind die Stars des soliden Zeitvertreibs für Genrevielseher.“

„Der Film blies umsonst die Backen auf: Billig getrickst, kraftlos gespielt und eine Story wie’n laues Lüftchen. Wirbelt als Film kaum Staub auf.“